# Helmtraut Arzinger-Jonasch

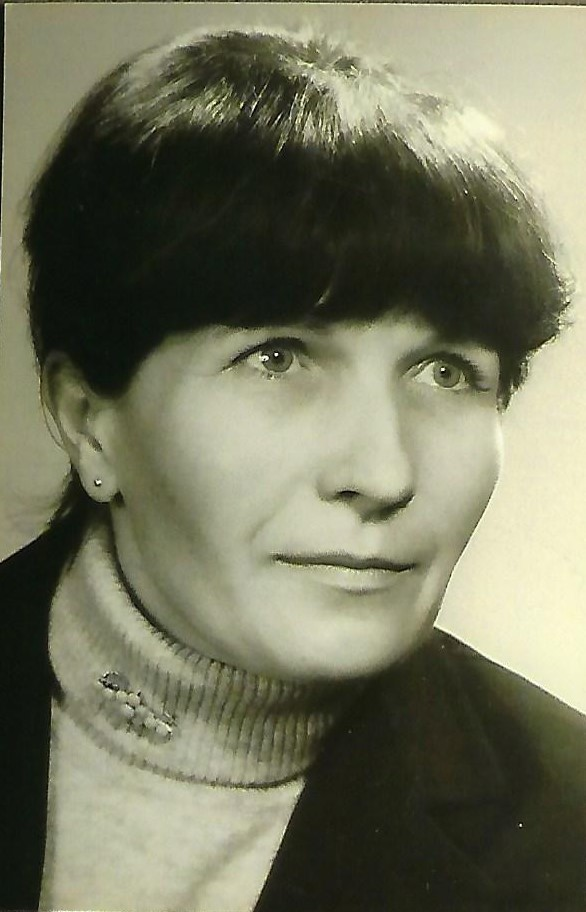
Helmtraut Arzinger-Jonasch

Helmtraut Arzinger-Jonasch geb. Michel (* 25. Mai 1935 in Freudenberg, Kreis Děčín, Tschechoslowakei; † 28. August 2007 in Leipzig) war eine deutsche Chirurgin und Hochschullehrerin in Leipzig.

## Leben
Als zweite Tochter des Sattlers Oswald Michel und seiner Frau Marie geb. Langer wurde Helmtraut Michel in Česká Kamenice (Gersdorf) eingeschult. Von der Vertreibung der Deutschen aus der Tschechoslowakei am 20. Juli 1945 erreicht, verschlug es die Familie nach Thüringen. Helmtraut Michel kam auf die Grundschule in Stödten. Sie besuchte ab 1949 die Erweiterte Oberschule „J. G. Seume“ in Weißenfels und bestand 1953 das Abitur. Sie wollte in Leipzig an der Karl-Marx-Universität Medizin studieren, wurde aber dem Geschichtsstudium an der Philosophischen Fakultät zugewiesen. Davon unbefriedigt, exmatrikulierte sie sich nach einem Semester. Als Hilfsschwester ging sie für neun Monate an die Leipziger Kinderklinik. Vom Klinikdirektor Albrecht Peiper unterstützt, bewarb sie sich zum Herbstsemester 1954 erfolgreich um die Zulassung zum Studium an der Medizinischen Fakultät. Nach zehn Semestern bestand sie im Dezember 1959 das Staatsexamen mit der Note „sehr gut“. Im selben Monat wurde sie zur Dr. med. promoviert.

### Werdegang
Am 15. Januar 1960 begann ihr Pflichtassistentenjahr im Universitätsklinikum Leipzig. Unter dem Eindruck von Famulaturen und klinischen Hochschullehrern hatte sie ihre Neigung zur Chirurgie erkannt. Am 15. Januar 1961 begann sie die chirurgische Ausbildung bei Herbert Uebermuth. Am 1. Juni 1966 bestand sie die Prüfung zum Facharzt für Chirurgie. Als Oberärztin wandte sie sich der Handchirurgie, der Plastischen Chirurgie und der Wiederherstellungschirurgie zu. Von März bis Juni 1968 absolvierte sie ein Zusatzstudium in der Sozialistischen Föderativen Republik Jugoslawien. Im September desselben Jahres folgte sie der Einladung der chirurgischen und orthopädischen Klinik der Universität Ljubljana, an einem Kurs der Schweizerischen Arbeitsgemeinschaft für Osteosynthesefragen teilzunehmen. Ihre Leipziger Klinik wurde offizielle AO-Klinik. Sie selbst wurde 1970 zum Oberarzt ernannt und übernahm die Leitung der chirurgisch-poliklinischen Abteilung. Sie wurde 1971 zum Sekretär der Sektion Unfallchirurgie der Gesellschaft für Chirurgie der DDR gewählt und zum 1. September 1971 mit der Leitung der unfallchirurgischen Abteilung der chirurgischen Universitätsklinik beauftragt. 1974 nahm sie an einem AO-Kurs für Fortgeschrittene teil. 1975 erwarb sie den Subspezialisierungsgrad für Traumatologie. Die Akademie für Ärztliche Fortbildung der DDR berief sie im selben Jahr in die zentrale Fachgruppe Unfallchirurgie. Die Arbeitsgemeinschaft Thermische und kombinierte Schäden der Sektion Unfallchirurgie wählte sie am 1. Januar 1978 zur Vorsitzenden.
Die Karl-Marx-Universität berief sie am 1. September 1981 zum a.o. Professor. Seit dem 1. September 1983 war sie Stellvertreter des Klinikdirektors. Am 1. September 1984 in die neu geschaffene Ordentliche Professur für Chirurgie/Traumatologie berufen, leitete sie in Leipzig die Abteilung für Traumatologie und Wiederherstellungschirurgie. Sie befasste sich mit der Verbrennungskrankheit und der Organisation der Schnellen Medizinischen Hilfe. Mit drei Kollegen entwickelte sie einen temporären Hautersatz aus Polyurethan (Syspur-derm®). Unter dem Rektor Cornelius Weiss und dem Dekan Gottfried Geiler änderte sich ihr akademischer Titel. Aus Prof. Dr. sc. med. wurde Prof. Dr. med. habil. (1. März 1992). Durch den „Elitenwechsel“ infolge der Deutschen Wiedervereinigung verlor sie ihren Arbeitsplatz. Sie erstritt sich das Recht auf Weiterbeschäftigung, wollte aber nicht unter Wendehälsen arbeiten. Am 1. Oktober 1993 eröffnete sie eine Gutachterpraxis im Königin-Luise-Haus, dem Eingangsgebäude der ehemaligen Poliklinik Südost in der Prager Straße. Als 2005 ein Koronararterien-Bypass nötig wurde, gab sie die Tätigkeit nicht auf. Erst ein Bronchialkarzinom und aggressive Therapieversuche im selben Jahr brachten ihre Handlungsfähigkeit zum Erliegen. Eine große Hilfe in jener Zeit war ihr erster (geschiedener) Mann. Sie starb mit 72 Jahren und wurde auf dem Südfriedhof (Leipzig) neben ihrem zweiten Mann Rudolf Arzinger beerdigt.

### Forschung und Lehre
In der Studentenausbildung war sie Lehrassistent (1966–1969) und Betreuer einer Beststudentengruppe (1970). Seit 1968 hielt sie Vorlesungen in allgemeiner und spezieller Chirurgie, besonders der Unfallchirurgie, sowie im Rahmen der Internationale der Kriegsdienstgegner/innen Notfallsituationen. 1970/71 nahm sie teil am Vorlesungszyklus Hochschulpädagogik und Hochschulmethodik. Nach erfolgreicher Probevorlesung und Kolloquien zu Ausbildungs- und Erziehungsfragen sowie zu wissenschaftlichen Problemen der Chirurgie erhielt sie am 1. August 1971 die Facultas Docendi. Am 1. September 1971 wurde sie zur Hochschuldozentin für das Fachgebiet Chirurgie ernannt. Von 1971 bis 1975 leitete sie ein Forschungskollektiv, das sich mit der Lokalbehandlung von Verbrennungen befasste. Im Rahmen eines Qualifizierungsvertrages war die Fertigstellung ihrer Promotion B für 1973 festgelegt worden. Das erwies sich als unmöglich, weil es trotz aller Mühen nicht gelang, die technischen Voraussetzungen und Sicherheitsvorkehrungen für die Experimente des ihr gestellten Themas zu schaffen. Deshalb musste sie sich Ende 1972 ein neues Thema suchen. Anregungen fand sie 1973 bei der Hospitation in Verbrennungszentren Englands. Teilergebnisse ihrer Forschungsarbeit konnte sie ab 1974 in der DDR und im Ausland vorstellen. 1977 konnte sie ihre Dissertation einreichen. Nachdem sie sie im Rigorosum erfolgreich verteidigt hatte, wurde sie am 9. Januar 1979 zur Dr. sc. med. ernannt.
Seit 1973 betreute sie viele Diplomanden (Diplom-Mediziner) und Doktoranden. Von November 1980 bis September 1983 war sie Wohnheimbeauftragter des Bereiches Medizin der Karl-Marx-Universität. Am 1. September 1983 übernahm sie das Direktorat für Erziehung und Ausbildung am Bereich Medizin. Durch Intervention von Gerhard Fuchs, 1. Sekretär der SED-Kreisleitung, durfte sie das Amt nur kommissarisch für ein Jahr ausüben – weil ihr Ehemann Österreicher war.

## Familie

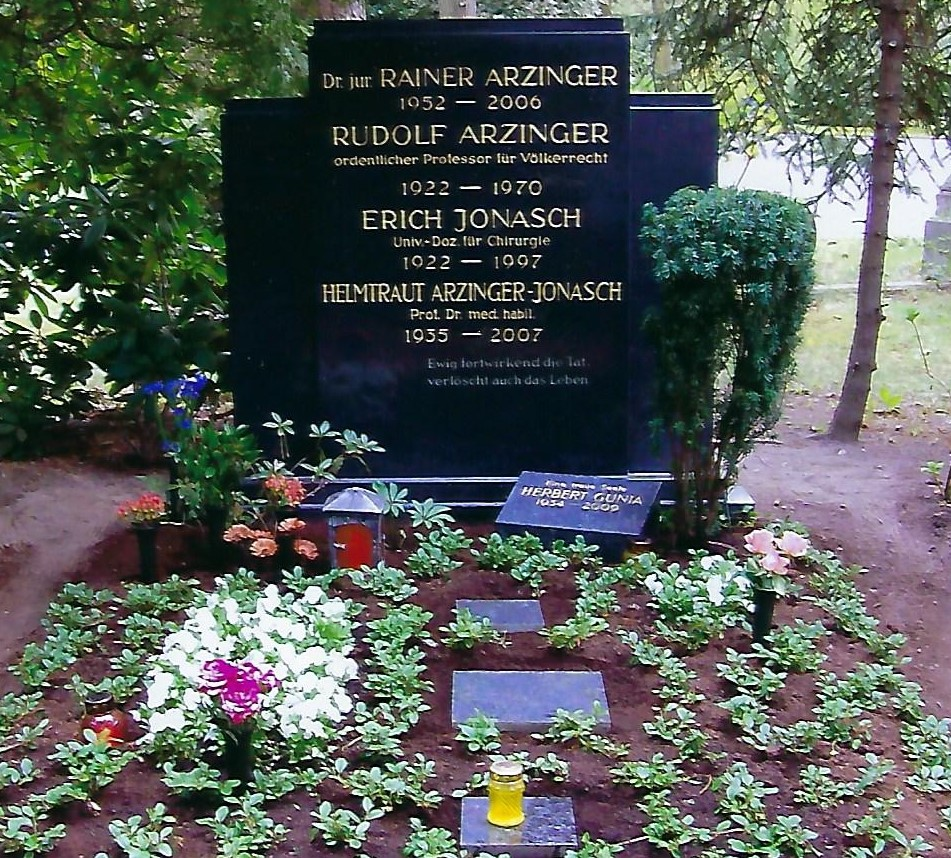
Grab in Leipzig

Am 21. April 1956 heiratete sie Herbert Gunia, einen Offizierschüler der Kasernierten Volkspolizei. Nach der Scheidung ging sie am 5. Dezember 1964 in Leipzig mit dem Rechtswissenschaftler Rudolf Arzinger die zweite Ehe ein. Nachdem er 1970 bei einem Autounfall auf der A 115 am Abzweig Drewitz ums Leben gekommen war, hatte sie die beiden noch minderjährigen Söhne allein zu erziehen. Zusätzlich übernahm sie die Vormundschaft für den Sohn ihres Mannes, Rainer Arzinger (* 1952). Am 3. September 1976 heiratete sie den österreichischen Unfallchirurgen Univ.-Doz. Dr. sc. med. Erich Jonasch. Noch im selben Monat erhielt sie zusätzlich zur Staatsbürgerschaft der DDR die österreichische Staatsbürgerschaft. In Wien hatte sie eine kleine Wohnung. 2006 kam auch ihr Stiefsohn Rainer Arzinger bei einem Unfall als Fahrradfahrer in Berlin ums Leben. In ihrem Grab sind auch die Bestattungsurnen ihres dritten Mannes, ihres ersten Mannes und ihres Stiefsohnes beigesetzt.

## Ehrungen
- Vorsitzende der Sektion Traumatologie der Gesellschaft für Chirurgie der DDR
- Medizinalrat (DDR)

## Werke
Arzinger-Jonasch verzeichnet 48 Publikationen und 196 Vorträge, darunter acht Buchbeiträge und drei Fachbücher.
- M. Böhme: Dringliche Medizinische Hilfe auf dem Rettungswagen. Verlag Volk und Gesundheit, Berlin 1975; unter Mitarbeit von Doz. Dr. med. H. Arzinger.
  - Schnelle Medizinische Hilfe. Ein Ratgeber für Ärzte auf dem Rettungswagen, 2. Auflage 1981, 3. Auflage 1982, 4. Auflage 1985; unter Mitarbeit von Prof. Dr. sc. med. H. Arzinger-Jonasch.
  - Schnelle Medizinische Hilfe. Ein Ratgeber für medizinische Notfälle, 5. Auflage 1988; unter Mitarbeit von Prof. Dr. sc. med. H. Arzinger-Jonasch.
- mit Jörg Riedeberger (Hrsg.): Klinik und Therapie der Verbrennungsverletzungen. Verlag Volk und Gesundheit, Berlin 1979.
  - Klinik und Therapie der Verbrennungsverletzungen, 2. Auflage. Leipzig 1983.
- mit Erich Jonasch: Instrumentarium und Lagerungstechnik. Walter de Gruyter 1985. ISBN 978-3110100303.
- mit K. Sandner und H. Bittner: Die Wirkung hyperbaren Sauerstoffs auf Brandwunden unterschiedlicher Tiefe im Tierexperiment. Zeitschrift für experimentelle Chirurgie 11 (1978), S. 6–10.